# Vattenspridare

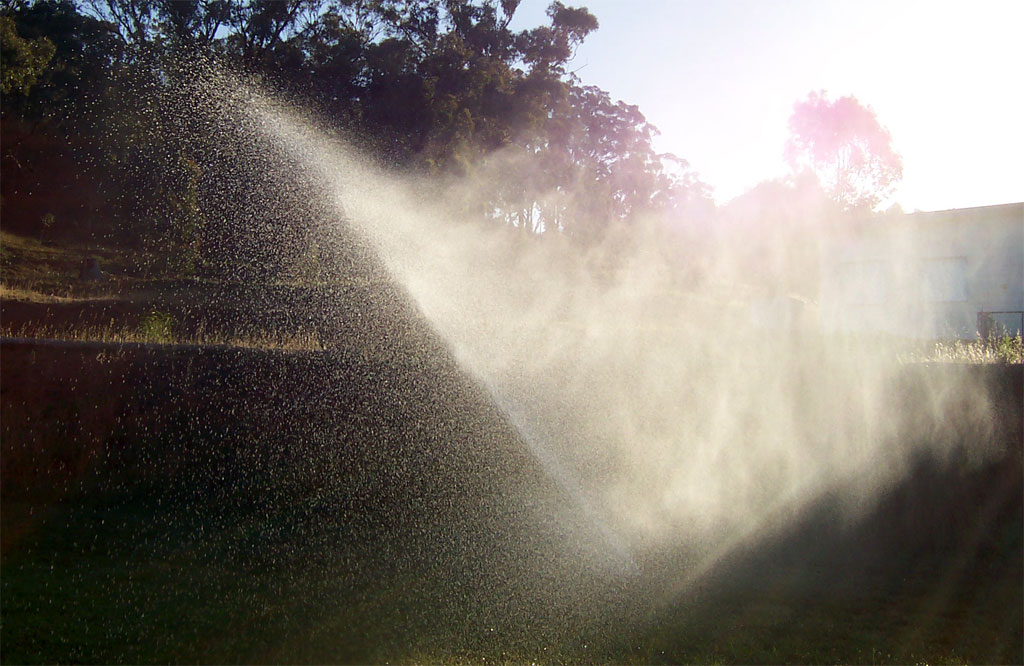
En vattenspridare.

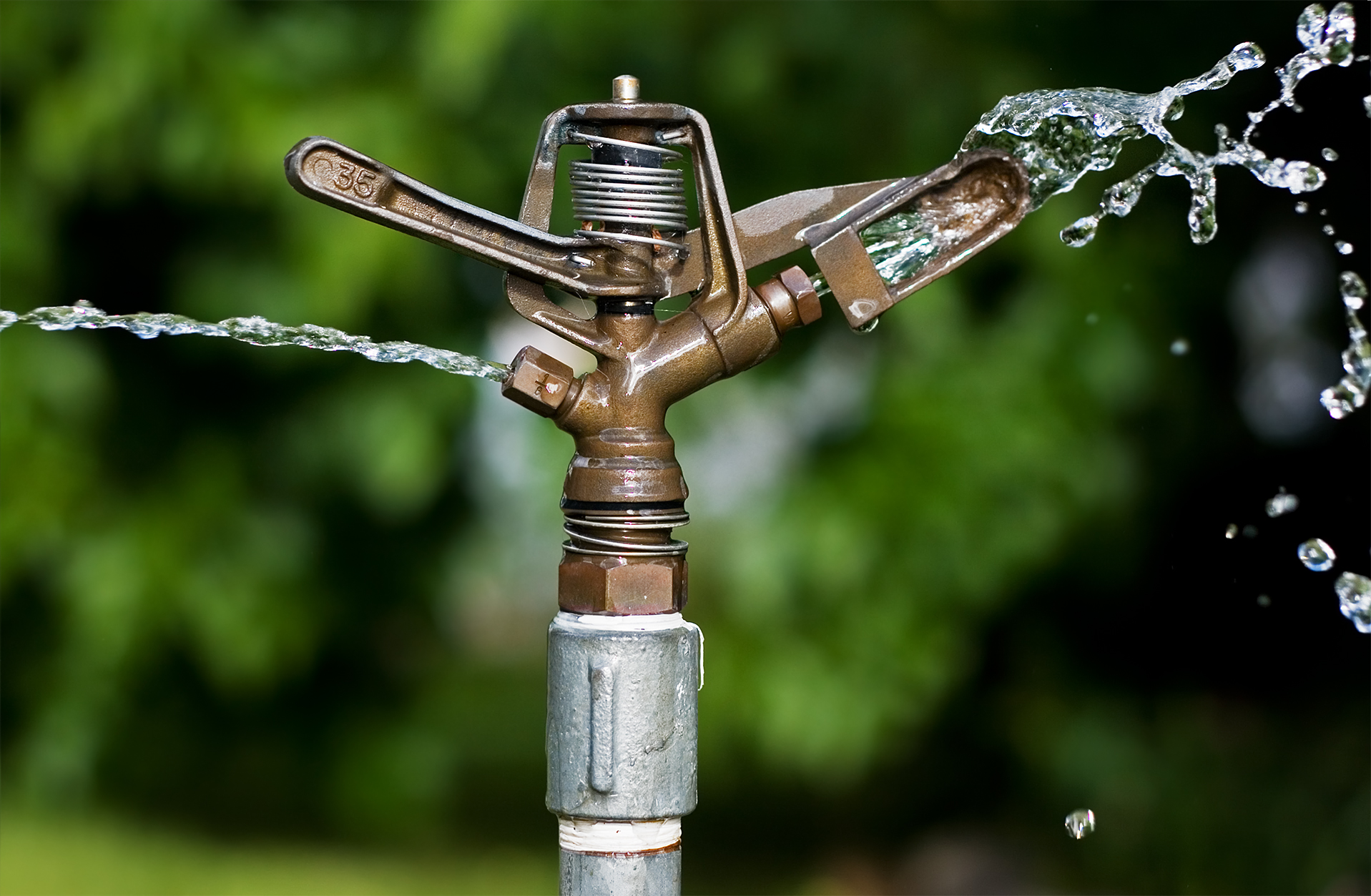
En vattenspridare.

En vattenspridare eller sprinkler sprider vatten över ett område, och används exempelvis för vattning av gräsmattor. Dessa kopplas då till vanlig vattenslang för trädgården.
På åkrar kan det förekomma vattenspridare och dessa är då mycket större.